# Laureano Albán
Laureano Albán Rivas (Turrialba, 9 de enero de 1942 - Moravia, 5 de junio de 2022) fue un escritor de Costa Rica, reconocido internacionalmente como poeta, Premio Nacional de Cultura Magón 2006.

## Biografía
Laureano Albán estudió en la escuela de Santa Cruz de Turrialba, donde conoció a Jorge Debravo (1938-1967) con quién fundó el Círculo de Poetas de Turrialba junto a Marco Aguilar (1944-2023) y a Carlos Enrique Rivera Chacón (1942). Ya en los años sesenta, siempre junto a su amigo Debravo, creó en San José el Círculo de Poetas Costarricenses, que influyó en la literatura de esa época y en las generaciones posteriores. El grupo se dedica a hacer talleres y a publicar sus obras a pesar de la escasez de recursos y continúa su labor incluso después de la muerte, en un accidente automovilístico en 1967, de Debravo. Aun así, el Círculo se mantuvo y continuó publicando. 
Albán lanzó en 1977 —ya después de haber publicado varios poemarios y un esbozo crítico de la poesía costarricense—, el Manifiesto trascendentalista junto con Julieta Dobles, Ronald Bonilla y Carlos Francisco Monge. Este movimiento literario, cuya creación generó polémica en Costa Rica, llegó a España en el año 2000, cuando Albán fundó en Madrid el grupo trascendentalista de Aranjuez, que ha mantenido activo en la península bajo la coordinación de la poeta española Monserrat Doucet.
Ya con anterioridad, en 1979, Albán había viajado a España para recibir el  Premio Adonáis de Poesía por su libro Herencia del otoño, donde luego se desempeñaría como diplomático en la embajada de su país en Madrid. Al año siguiente obtiene los primeros reconocimientos en Costa Rica al ganar el Nacional Aquileo J. Echeverría de Poesía y el concurso Una Palabra, de la Universidad Nacional, con su poemario La voz amenazada. Desde entonces, fue distinguido con muchos otros galardones, el más importante de los cuales fue el Magón, en 2006. 
En su patria fue presidente del Círculo de Poetas Costarricenses, profesor de Teoría y Práctica de la Creación Literaria en la Universidad  de Costa Rica (1990-1998), y a partir de 2004 ocupó la silla D en la Academia de la Lengua.
Como diplomático fue ministro consejero en Madrid (1981-1983), embajador ante las Naciones Unidas en Nueva York (1983-1986), en Israel (1987-1990) y ante la Unesco (1998-2002).
Falleció el 5 de junio de 2022 a los 80 años, en Moravia.

## Premios
- Premio Adonáis de Poesía 1979 por Herencia del otoño (Madrid, España)
- Premio Nacional de Poesía Aquileo J. Echeverría 1980
- Primer Premio de Cultura Hispánica 1981 (Madrid, España)
- Premio Hispanoamericano de Literatura 1982 (Huelva, España)
- Premio Internacional de Poesía Religiosa 1983 (Burgos, España)
- Premio Único de la VII Bienal de Poesía 1983 (León, España)
- Premio Columbia University Translation Center 1983 (Nueva York, EE. UU.)
- Premio Centroamericano de Poesía Walt Whitman 1986
- Premio Mundial de Poesía Mística Fernando Rielo 1989 (Madrid, España)
- Premio Nacional de Poesía Aquileo J. Echeverría 1993
- Premio Nacional de Cultura Magón 2006

## Obras más importantes
- Herencia del otoño, 1980
- La voz amenazada, 1981
- Geografía invisible de América, 1981
- Autorretrato y transfiguraciones, 1983
- Aunque es de noche, 1983
- El viaje interminable, 1983
- Biografías del terror, 1984
- Infinita memoria de América, 1987
- Todas las piedras del muro, 1989
- Suma de claridades, 1992
- Los nocturnos de Julieta, 1993
- Enciclopedia de maravillas, tomos I,II,III; 1995
- El libro de los sabios que nunca han existido, 2005
- El peor de los pecados, 2006
- Enciclopedia de maravillas, tomo IV, 2010
- Eros Aeternus, 2010